# バーデン語
バーデン語（バーデンご、ドイツ語: Badisch）は、伝統的なかつてのバーデン領邦である「バーデン地方」で使われている方言の総称である。バーデン地方の実際の正しい方言グループは非常に様々に区別されるため、一時的に政治的な理由で"Badisch"（バーデン語）という名称が使われた。

## 概要
このため、実際にはバーデン地方のそれぞれの地域で様々な方言が用いられており、北西部では中部ドイツ語のプファルツ語、北東部では上部ドイツ語の上部フランケン語に属する南フランケン語および東フランケン語、東部・中部ではアレマン語に属するシュヴァーベン語、西部・南部では低地アレマン語に属する上ライン・アレマン語とボーデン湖アレマン語および、高地アレマン語などが挙げられる。